# Bunium macuca
Bunium macuca är en växtart i släktet jordkastanjer (Bunium) och familjen flockblommiga växter.
Arten förekommer i Spanien, Marocko, Algeriet och på Sicilien. Den beskrevs av Pierre Edmond Boissier.